# Charles McGraw
Pour les articles homonymes, voir McGraw.
Charles McGraw est un acteur américain né le 10 mai 1914 à Des Moines, Iowa  et mort le 30 juillet 1980 à Studio City, Los Angeles, Californie.

## Filmographie
- 1942 : The Undying Monster (en) de John Brahm : Strud Strudwick
- 1943 : La Nuit sans lune (The Moon Is Down) d'Irving Pichel : Ole
- 1943 : Tonight We Raid Calais (en) de John Brahm : Corporal
- 1943 : They Came to Blow Up America (en) d'Edward Ludwig : Zellerbach
- 1943 : Rencontre à Londres (Two Tickets to London) d'Edwin L. Marin : Hendrik
- 1943 : Destroyer de William A. Seiter : Assistant Chef Ingénieur
- 1943 : Corvette K-225 de Richard Rosson : Chef ingénieur
- 1943 : The Mad Ghoul de James Patrick Hogan : Garrity
- 1944 : L'Imposteur (The Impostor) de Julien Duvivier : Menessier
- 1944 : La Septième Croix (The Seventh Cross) de Fred Zinnemann : Allbright
- 1946 : Les Tueurs (The Killers) de Robert Siodmak : Al
- 1947 : Ma femme est un grand homme (The Farmer's Daughter) de H. C. Potter : Homme de confiance de Finley
- 1947 : The Big Fix (en) de James Flood : Armiston
- 1947 : Un gangster pas comme les autres (The Gangster) de Gordon Wiles
- 1947 : La Longue Nuit (The Long Night) de Anatole Litvak : le policier Stevens
- 1947 : Les Démons de la liberté (Brute Force) de Jules Dassin : Andy
- 1947 : On the Old Spanish Trail (en) de William Witney : Harry Blaisdell
- 1947 : Roses Are Red de James Tinling: Duke
- 1947 : Un gangster pas comme les autres (The Gangster) de Gordon Wiles : Dugas
- 1947 : La Brigade du suicide (T-Men) d'Anthony Mann : Moxie
- 1948 : L'Emprise (The Hunted), de Jack Bernhard : Détective
- 1948 : Berlin Express de Jacques Tourneur : USFET Col. Johns
- 1948 : Hazard (en) de George Marshall : Chick
- 1948 : Ciel rouge (Blood on the Moon) de Robert Wise : Milo Sweet
- 1949 : Chasse aux maris (Once More, My Darling) de Robert Montgomery : Herman Schmelz, Chauffeur
- 1949 : Le Livre noir (Reign of Terror ou The Black Book), d'Anthony Mann : Sergent
- 1949 : Incident de frontière (Border Incident) d'Anthony Mann : Jeff Amboy
- 1949 : The Story of Molly X (en) de Crane Wilbur : Capt. Breen
- 1949 : The Threat (en) de Felix E. Feist : Arnold 'Red' Kluger
- 1950 : La Rue de la mort (Side Street) d'Anthony Mann  : Stan Simon
- 1950 : Ma and Pa Kettle Go to Town de Charles Lamont : Shotgun Mike Munger
- 1950 : J'étais une voleuse de Charles Lamont : Detective
- 1950 : Armored Car Robbery de Richard Fleischer : Lt. Jim Cordell
- 1951 : Double Crossbones de Charles Barton : Capt. Ben Wickett
- 1951 : Fini de rire (His Kind of Woman) de John Farrow et Richard Fleischer : Thompson / Narrateur
- 1951 : Roadblock (en) de Harold Daniels (en) : Joe Peters
- 1952 : L'Énigme du Chicago Express (The Narrow Margin) de Richard Fleischer : Walter Brown
- 1952 : Une minute avant l'heure H (One Minute to Zero) de Tay Garnett : Sfc. Baker
- 1953 : La Loi du scalp (War Paint) de Lesley Selander : Sgt. Clarke
- 1953 : La Trahison du capitaine Porter de André de Toth : Ben Westman
- 1954 : Loophole de Harold D. Schuster : Gus Slavin
- 1954 : Les Ponts de Toko-Ri (The Bridges at Toko-Ri) de Mark Robson : Cmdr. Wayne Lee
- 1956 : Brisants humains (Away All Boats) de Joseph Pevney  : Lieut. Mike O'Bannion
- 1956 : Je reviens de l'enfer (Toward the Unknown) de Mervyn LeRoy : Col. R.H. McKee
- 1956 : The Cruel Tower (en) de Lew Landers : Harry 'Stretch' Clay
- 1957 : Joe Butterfly de Jesse Hibbs : Sgt. Jim McNulty
- 1957 : Meurtres sur la dixième avenue (Slaughter on Tenth Avenue) de Arnold Laven : Lt. Anthony Vosnick
- 1957 : Joe Dakota de Richard Bartlett (en) : Cal Moore
- 1958 : Libre comme le vent (Saddle the Wind) de Robert Parrish : Larry Venables, Gunfighter
- 1958 : La Chaîne (The Defiant Ones) de Stanley Kramer : Capt. Frank Gibbons
- 1958 : Crépuscule sur l'océan de Joseph Pevney : Yancy
- 1959 : L'Homme dans le filet (The Man in the Net) de Michael Curtiz : Sheriff Steve Ritter
- 1959 : L'Aventurier du Rio Grande (The Wonderful Country) de Robert Parrish : Dr Herbert J. Stovall
- 1960 : Spartacus de Stanley Kubrick : Marcellus
- 1960 : La Ruée vers l'Ouest (Cimarron) d'Anthony Mann : Bob Yountis
- 1962 : La Guerre en dentelles (The Horizontal Lieutenant) de Richard Thorpe : Col. Charles Korotny
- 1963 : Les Oiseaux (The Birds) d'Alfred Hitchcock : Sebastian Sholes, pêcheur
- 1963 : Un monde fou, fou, fou, fou (It's a Mad Mad Mad Mad World) de Stanley Kramer : Lt. Matthews
- 1964 : Nightmare in Chicago de Robert Altman
- 1967 : The Busy Body de William Castle : Fred Harwell
- 1967 : De sang-froid (In Cold Blood) de Richard Brooks : Tex Smith
- 1968 : Pendez-les haut et court (Hang 'Em High) de Ted Post : Shériff Ray Calhoun, Red Creek
- 1968 : Les Mystères de l'Ouest (The Wild Wild West), (série TV) - Saison 4 épisode 7, La Nuit des Fugitifs (The Night of the Fugitives), de Mike Moder : Shériff Baggs
- 1969 : Pendulum, la Nuit sans témoin (Pendulum) de George Schaefer : le chef adjoint John P. Hildebrand
- 1969 : Willie Boy (Tell Them Willie Boy Is Here) d'Abraham Polonsky : Shériff Frank Wilson
- 1971 : Johnny s'en va-t-en guerre (Johnny Got His Gun) de Dalton Trumbo : Mike Burkeman
- 1971 : Chandler (en) de Paul Magwood : Bernie Oakman
- 1975 : Apocalypse 2024 (A Boy and His Dog) de L. Q. Jones : Preacher
- 1976 : Ordure de flic (The Killer Inside Me) de Burt Kennedy : Howard Hendricks
- 1977 : L'Ultimatum des trois mercenaires (Twilight's Last Gleaming) de Robert Aldrich : Peter Crane - Général de l'armée de l'air